# Chapelle Sainte-Hélène de Douarnenez
La chapelle Sainte-Hélène est un édifice situé à Douarnenez, en France.

## Localisation
La chapelle est située sur le territoire de la commune de Douarnenez, rue Anatole-France, dans le département du Finistère, en région Bretagne.

## Description
Avec ses gables à meneaux en forme de Y, le clocher de type cornouaillais indique la période 1520-1540. La galerie, la balustrade et la tourelle d'escalier sont des additions du XVIIIe siècle.

## Historique
L'inscription du clocher au titre des monuments historiques par arrêté du 3 juin 1932 a été annulée. La chapelle est inscrite aux monuments historiques le 10 avril 2012.

## Galerie

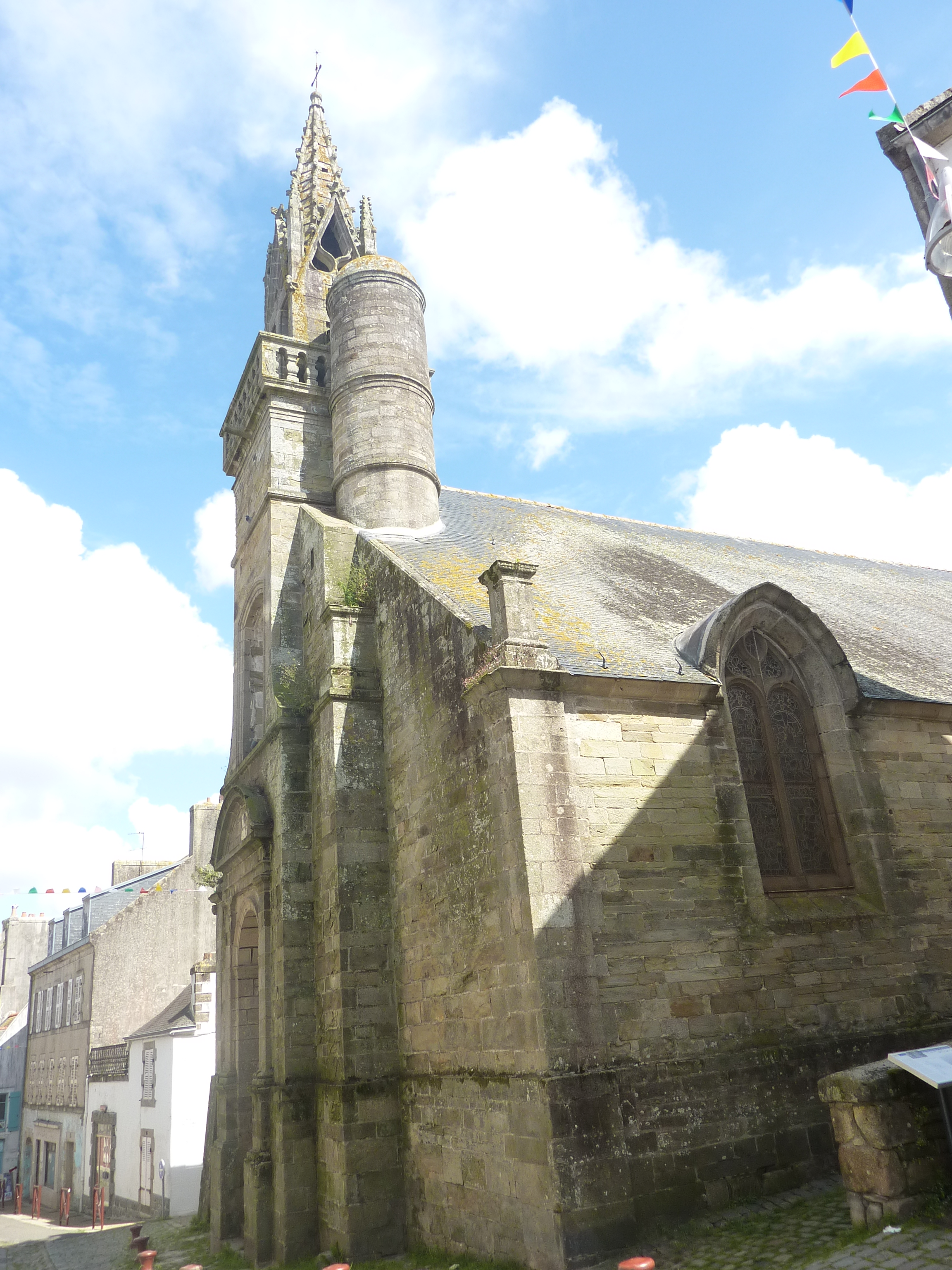
Chapelle Sainte-Hélène : vue extérieure.
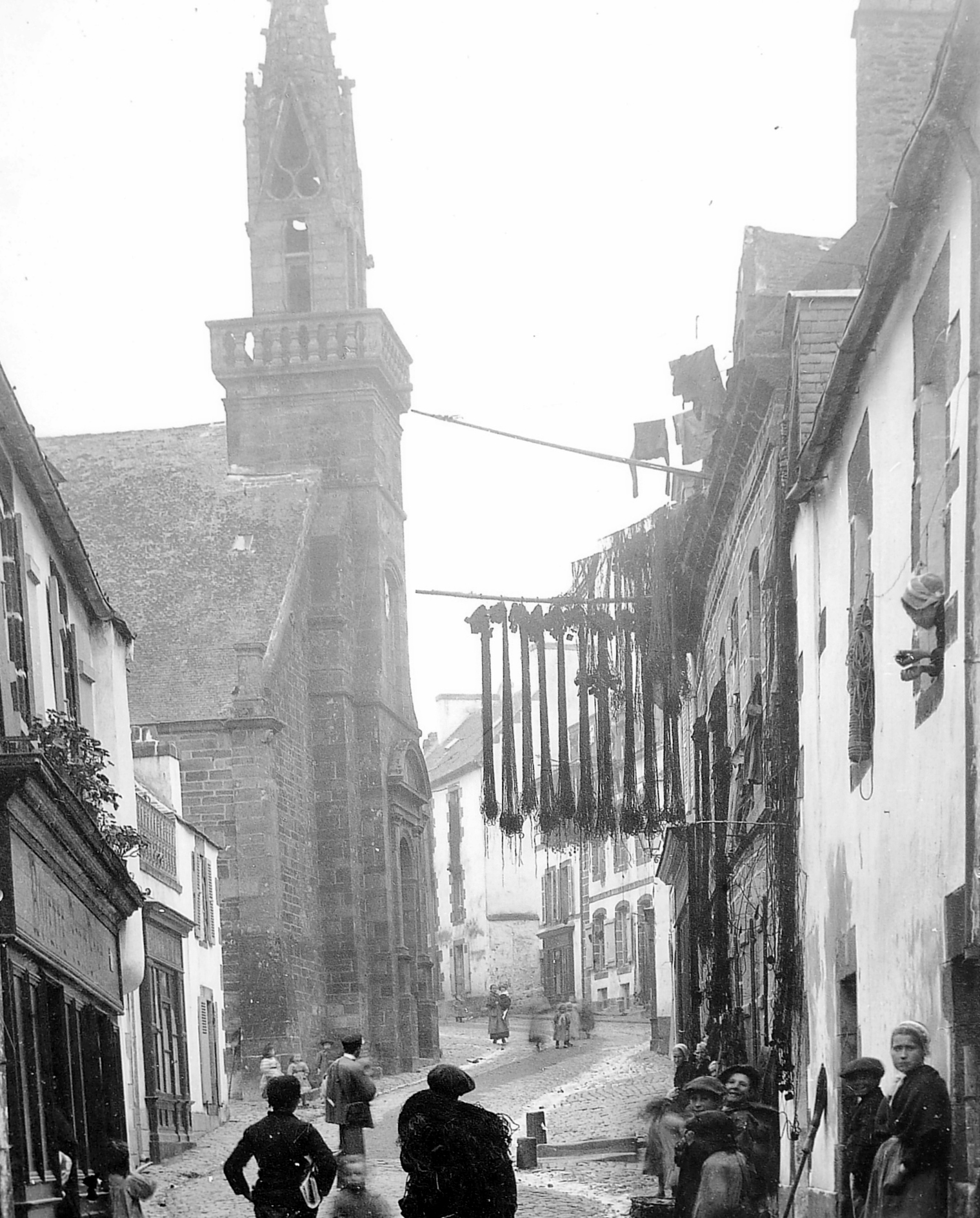
Chapelle Sainte-Hélène : vue extérieure.
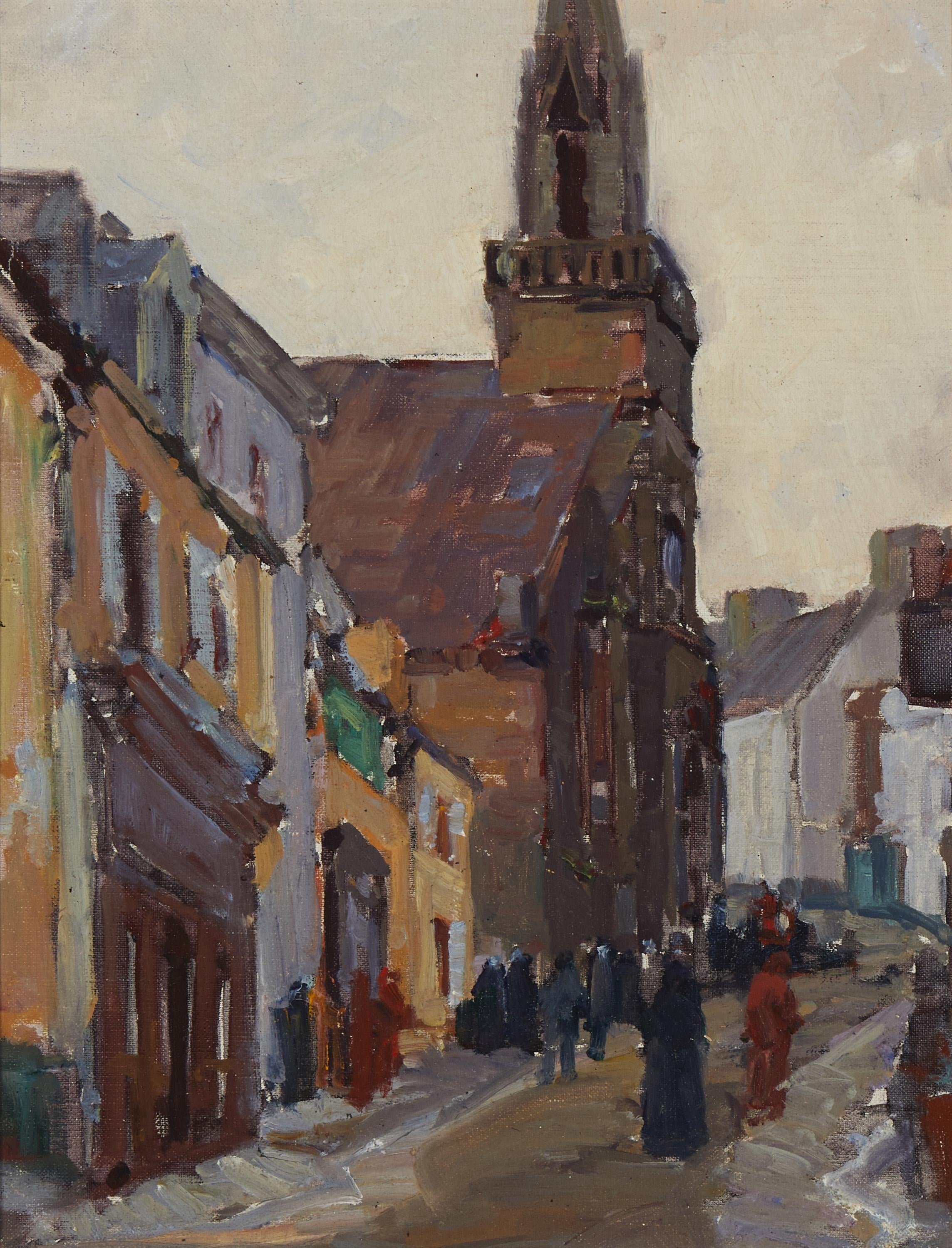
Chapelle Sainte-Hélène : vue extérieure (1929).
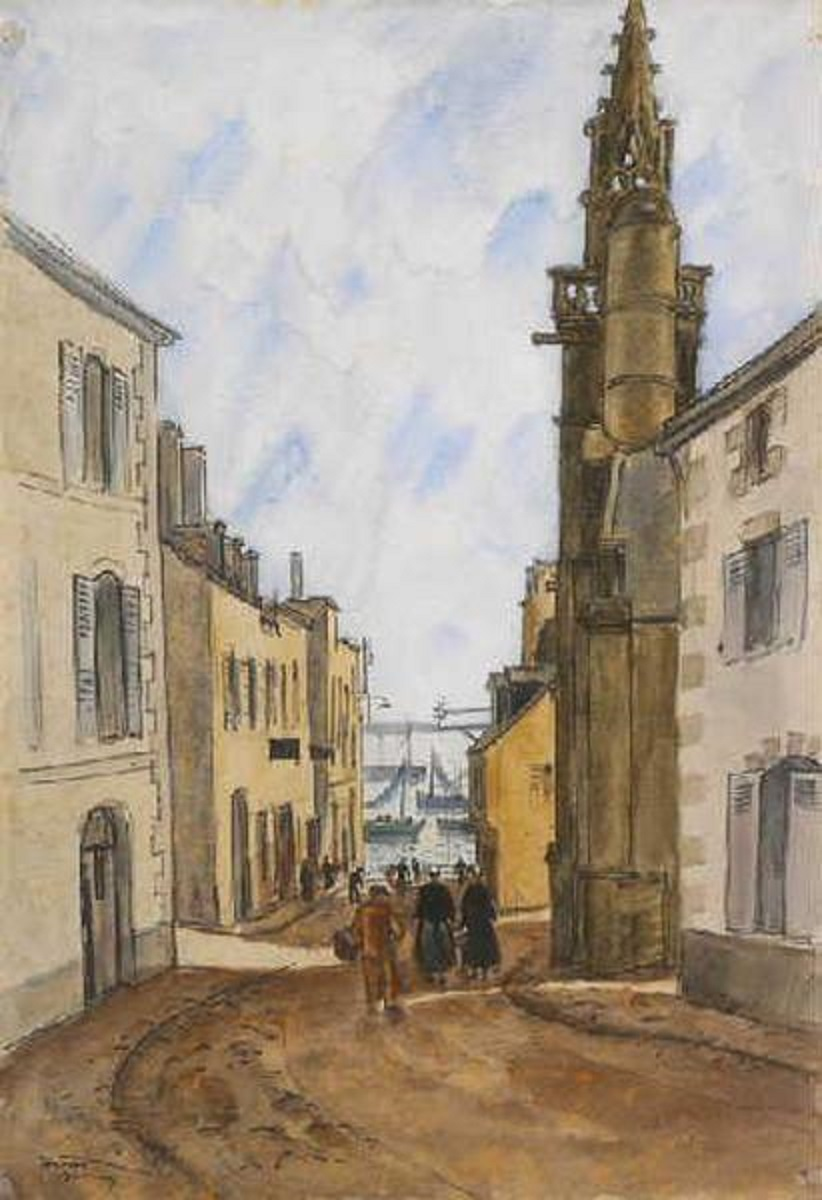
Robert Louis Antral : La rue Monte-au-Ciel.
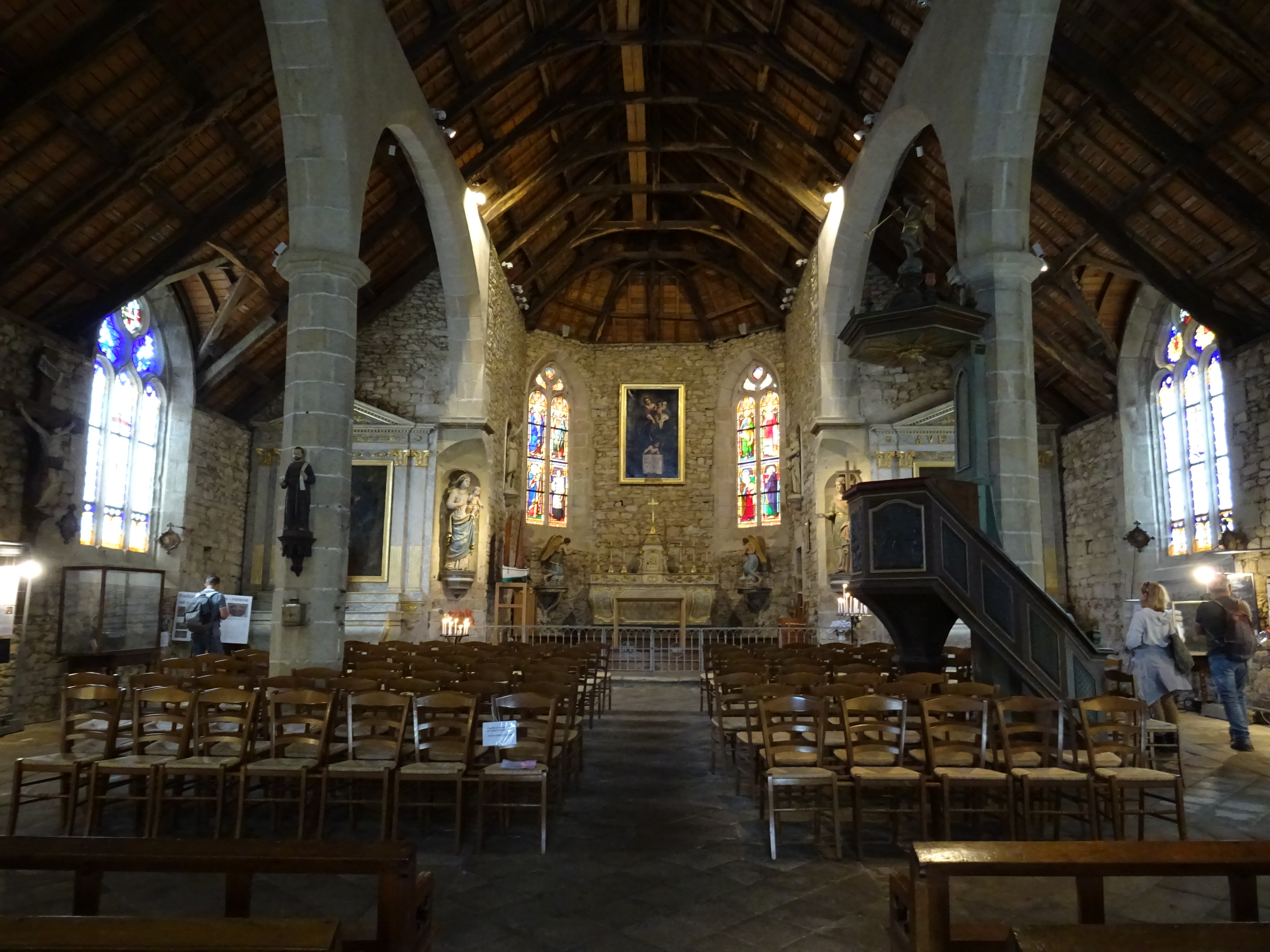
Douarnenez ːchapelle Sainte-Hélène, vue intérieure d'ensemble.
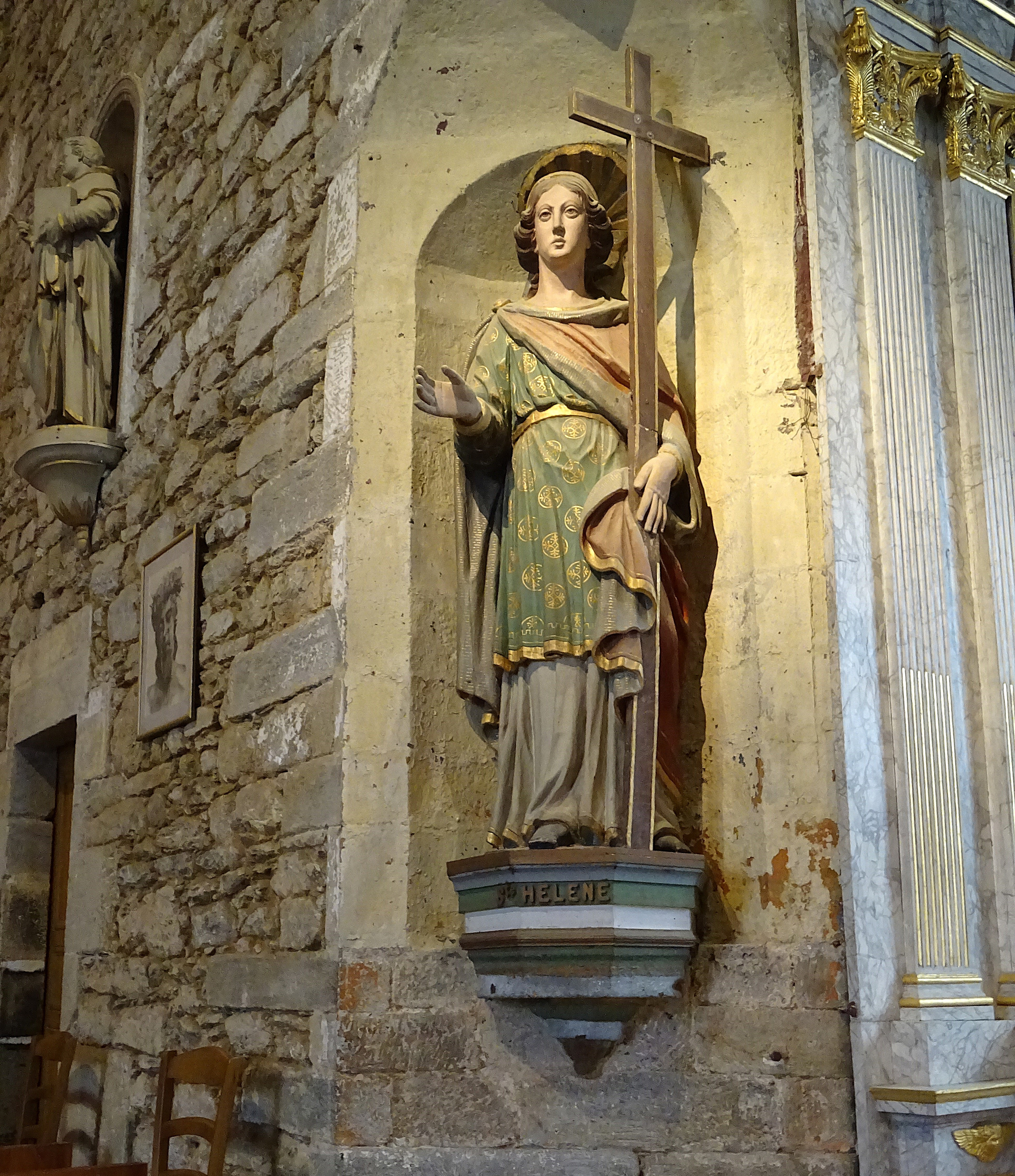
Douarnenez ː chapelle Sainte-Hélène, statue de sainte Hélène.